# Cabo Geddes
O cabo Geddes (60° 42′ S, 44° 35′ O) é um cabo que forma a extremidade norte da Península Ferguslie na costa norte da Ilha Laurie, nas Ilhas Órcades do Sul. Mapeado em 1903 pela Expedição Antártica Nacional Escocesa sob o comando de Bruce, que a batizou com o nome do Professor P. (mais tarde Sir Patrick) Geddes, notável biólogo e sociólogo escocês.
 Este artigo incorpora material em domínio público  de United States Geological Survey   , documento "Cabo Geddes" (conteúdo do Geographic Names Information System).